# Tamalou
El Tamalou, también llamado Chonchín, Congelado, Kalunga ,Braguet, Cabo, La Truca Cactus, Deutsch, Kabou, Spine card, Marmotte, Bakuka, Bikamon, Tamoul, Talmut, Cuatro cartas, El Copas, Dash, es un juego de naipes, difundido en Oriente Medio y en ciertas regiones de Europa, particularmente en Francia.
Con el transcurso del tiempo y como consecuencia de la transmisión de boca en boca por expatriados que han traído el juego a Europa, las reglas han ido evolucionado, y diversas variantes se conocen hoy en día.

## Elemento de juego
El Tamalou se juega con un mazo de naipes franceses o ingleses, comportando 52 cartas y 2 jokers. En Córdoba se llama Manatí en honor a la persona que llevó el juego a esa ciudad

## Desarrollo del juego
El juego se desarrolla en varias manos. Antes de comenzar, los jugadores deciden el número de manos a jugar, aunque es posible jugar de manera ilimitada si así se lo desea. Los jugadores se disponen uno junto al otro en un círculo.
El recuento de puntos de cada uno se realiza al final de cada mano y se añaden al total de cada jugador, para dar la puntuación total al finalizar el número de manos que se ha decidido para la partida.
El objetivo del juego es tener la menor cantidad de puntos posibles, por lo que al finalizar las manos, quien tenga la menor cantidad de puntos ganará la partida.

### Desarrollo de una mano
Un jugador mezcla las cartas y da cuatro a cada jugador. Luego coloca el resto del mazo en el centro, boca abajo. Cada jugador deberá disponer sus 4 cartas frente a él o ella , en forma de cuadrado.
En este momento comienza la mano. Cada jugador tomará las dos primeras cartas de su juego, las más cercanas, y podrá ver cuáles son. El jugador tendrá que recordarlas antes de volver a colocarlas, boca abajo.

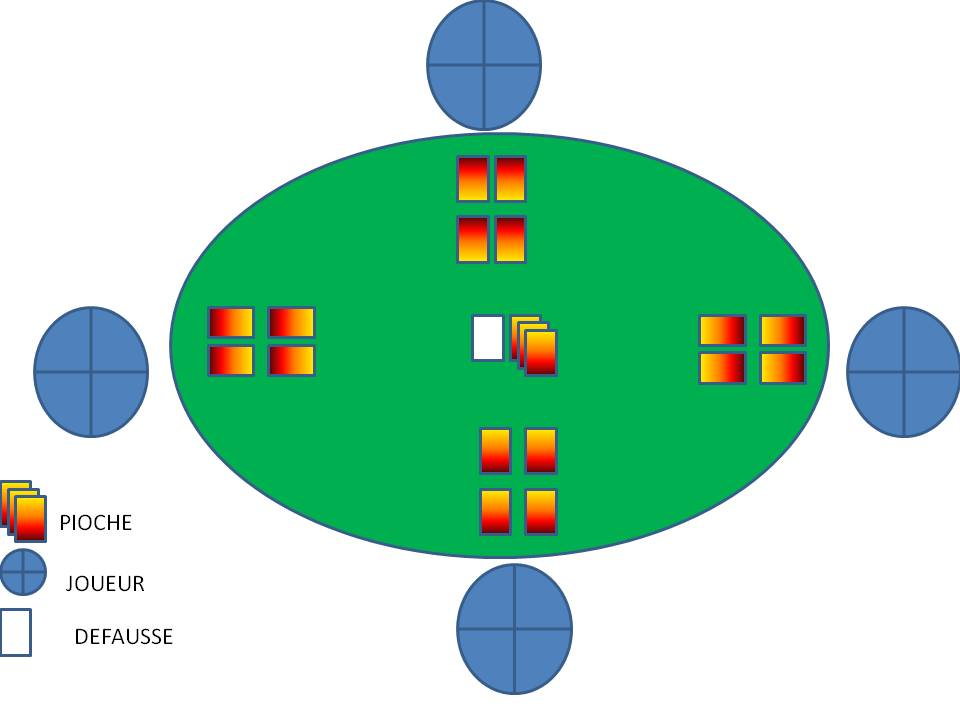
Tamalou, disposición del juego para 4 jugadores.

El jugador situado a la derecha de quien reparte (o a la izquierda, si así se ha decidido), comienza la ronda. El jugador debe tomar una carta del mazo, que solamente él podrá mirar, y podrá decidir entre:
- Dejarla en el montón (junto al mazo, boca arriba) y usar, si así lo desea, el poder de la carta en caso de que posea uno (ver: poder de las cartas) (acción A) ;

- Colocarla en su propio juego, boca abajo, en lugar de cualquiera de sus cartas ocupando el mismo lugar. La carta reemplazada deberá descubrirse y colocarse boca arriba en el montón. (acción B).

El próximo jugador puede elegir entre:
- Tomar la última carta del montón (visible boca arriba junto al mazo) e integrarla a su juego, reemplazando una de sus cartas, que será colocada boca arriba en el montón (como en la acción B) ;
- Tomar una carta del mazo y efectuar una de las acciones precedentes (A o B) pudiendo usar su poder poder (en caso de que se elija la acción A, y la carta que se juega posea un poder).

### Descubrimiento rápido
Cuando un jugador durante su turno descubre una de sus cartas colocándola en el montón, cualquiera de los demás jugadores puede descubrir y colocar sobre el montón una carta del mismo valor proveniente de su juego.
Si varios jugadores tienen también una carta del mismo valor, el más rápido podrá depositarla, y los demás deberán volver a colocarla en su juego.
Si un jugador A sabe la carta de otro jugador B (ya sea por descuido o porque utilizo un poder) en el momento que esa carta aparezca en el pozo el jugador A puede descartar la carta del jugador B al pozo y pasarle una propia. 
Siendo que solo se puede realizar espejito una vez, es válido en el turno del jugador A alzar una carta del pozo y tirarla para así poder revalidar el espejito y en ese momento tirar la carta del jugador B. (Que era el mismo número que el jugador A alzó del pozo y tiró) 
El hecho de depositar una carta no impide que el jugador pueda continuar la mano si fuese luego su turno.
Si un jugador se equivoca de carta al descubrirla, es decir, el valor de la carta no coincide con aquella que se encuentra en el montón, deberá volver a colocarla en su juego y será penalizado agregando a su juego una carta proveniente del mazo, que la tomará y depositará boca abajo sin mirarla.

### Final de una mano
A medida que transcurre la ronda, los jugadores deben intentar disminuir el valor de su juego (las cartas boca abajo delante de ellos), reemplazándolas por cartas de menor valor provenientes del mazo o del montón, tirándolas en el montón si tiene la oportunidad, o intercambiándolas con aquellas de sus adversarios en caso de utilizar un poder.
Un jugador que sume el valor de sus cartas y obtenga un resultado inferior o igual a 5 podrá anunciar Tamalou (o algún sonido fuerte, según la variante). En este momento la ronda se detiene y la mano se termina (en una de las variantes europeas se podrá jugar una ronda adicional en la que las cartas de quien anuncia Tamalou no podrán tocarse).

### Recuento de puntos
Cada jugador da la vuelta a sus cartas y suma los puntos de su juego al total de puntos de la partida.
Normalmente el jugador que ha anunciado Tamalou será quien tenga la menor cantidad de puntos en su juego. Si al descubrir sus cartas posee verdaderamente 5 puntos o menos, el jugador marcará cero (0) puntos. Si este no fuese el caso (el jugador ha dicho Tamalou pero su juego comporta más de 5 puntos), los jugadores pueden discutir una penalidad como, por ejemplo, sumar 30 puntos, contabilizar todos sus puntos, marcar 0 puntos a todos los demás jugadores, o agregar una carta proveniente del mazo al juego de quien ha fallado. 
Si otro jugador posee la misma cantidad de puntos o menos que quien ha anunciado Tamalou, también sumará 0 puntos a su total.

## Poderes de las cartas
Cuando un jugador toma del mazo una de las cartas listadas a continuación, el mismo podrá, si así lo desea, ejercer el poder atribuido a esta carta.
- 7, : Posibilidad de mirar una de sus propias cartas, y dejarla nuevamente boca abajo en el mismo lugar.

- 10: Posibilidad de mirar una de las cartas de un adversario, y dejarla nuevamente boca abajo en el mismo lugar.

- Sotas (Jacks/Valets), Reinas (Queens/Dames): Posibilidad de intercambiar, sin mirar, una de sus propias cartas con la de un adversario. No es posible para ningún jugador mirar las cartas que se han intercambiado (posibilidad de hacerlo luego utilizando el poder de las cartas 7, 8, 9 y 10)

- Rey de picas (K_), Rey de tréboles (K_): Posibilidad de mirar la carta de un adversario e intercambiarla por una de sus cartas, si resulta interesante.

Si un poder es mal ejercido por un jugador (por ejemplo, si el jugador mira una carta al hacer un intercambio, siendo que debía hacerlo a ciegas), su turno queda anulado y es penalizado tomando la primera carta del mazo sin mirarla, y colocándola boca abajo junto a su juego, agregando entonces una carta más a administrar.

## Valor de las cartas
Para el recuento de puntos, se utilizan las siguientes reglas:
- 1 (As), 2, 3, 4, 5, 6, 7, 8, 9, 10 : valor numérico de la carta
- Sotas (J/V), Reinas (Q/D): 10 puntos
- Reyes negros (K_, K_): 15 puntos
- Reyes rojos (K_, K_): 0 puntos
- Joker : 0 puntos

## Variantes

### Kubo Charentés
En esta variante, hace falta una baraja de 32 cartas con jokers.
El objetivo es de juntar la menor cantidad de puntos luego de 10 manos.
Poderes de las cartas
- 9: el jugador puede mirar una carta de su juego
- 10: el jugador puede mirar una carta del juego de uno de sus adversarios
- Sotas (J/V): el jugador puede intercambiar una carta de su juego con una carta del adversario que prefiera, sin mirar ninguna de las dos
- Reina (Q/D): el jugador puede mirar una carta de alguno de sus adversarios e intercambiarla con una carta de su propio juego. Durante el intercambio, el adversario podrá ver ambas cartas.

Valor de las cartas
- 1 (As), 7, 8, 9, 10: valor numérico de la carta
- Sotas: 2 puntos
- Reina: 3 puntos
- Reyes rojos (K_, K_): 0 puntos
- Reyes negros (K_, K_): 11 puntos
- Jokers = -1

Cuando un jugador dice Kubo se indica que esta será la última ronda de la mano. Quien cante deberá pensar en tener la menor cantidad de puntos en su juego; si este es el caso, obtendrá -3 puntos al final de la mano, sin embargo si alguien tiene aún menos puntos en su juego, se le adicionarán +20 puntos.

### Deutsch
Al igual que en el Tamalou, se colocan 4 cartas boca abajo y cada jugador podrá mirar dos, quedando las otras dos desconocidas.
En esta variante únicamente las Sotas y las Reinas tienen poderes: las Sotas permiten cambiar una de sus propias cartas con la de otro jugador (sin mirar), y las Reinas permiten mirar una de sus propias cartas.
Los valores de las cartas también cambian: las Sotas valen 11 puntos, las Reinas 12, los Reyes negros 20 puntos, y los Reyes rojos 0 puntos.
Es también posible para un jugador colocar una de sus cartas, únicamente durante su turno, si tiene el mismo valor que la carta visible sobre el montón, un 5 sobre un 5, por ejemplo.
Durante su turno el jugador puede anunciar Deutsch si considera que la puntuación de su juego es suficientemente baja. La mano se termina y el jugador con el menor puntaje gana la mano.
Tradicionalmente, el ganador de la partida será el último jugador en alcanzar un puntaje de 100. Si dos jugadores terminan la partida con un puntaje mayor a 100, aquel que se aproxime más será considerado como el vencedor.

### Tamoul
En la variante Tamoul, las cartas tienen los siguientes poderes:
- 7 : el jugador puede mirar una carta de su juego
- 8 : el jugador puede mirar una carta del juego de un adversario
- 9 : el jugador puede intercambiar una de sus cartas con la de un adversario, sin mirar ninguna
- 10 : el jugador puede mirar una carta de un adversario y puede intercambiarla con una de sus propio juego

Hay que notar que los poderes no pueden ser utilizados sobre un jugador que haya dicho Tamoul.
En esta variante, las Sotas, las Reinas y los Reyes valen 15 puntos, excepto por los Reyes rojos que valen 0,5 puntos y las Reinas rojas que valen 1 punto.
Una vez que uno de los jugadores anuncia Tamalou una vez que posee 6,5 puntos o menos en su juego, otro jugador durante la ronda siguiente puede decir contra-tamoul si piensa tener aún menos puntos que el jugador que cantó en primer lugar. Si tiene razón, se le descontarán 20 puntos, pero si se ha equivocado se le adicionarán 20 puntos.
La partida termina cuando un jugador posee más de 100 puntos. Sin embargo si un jugador posee exactamente 100 puntos al final de una mano, su puntuación vuelve a 50 y la partida continúa.

### Fontenaysien
Cuando un jugador anuncia Tamalou se juega entonces una última ronda, y la mano finaliza cuando vuelve a ser el turno del anunciante.
Los puntos de cada mano se cuentan siguiendo una escala; el primero que llega a 100 (o 50 para una media partida) ha perdido, y la partida ser termina.
Un jugador que logra deshacerse de todas sus cartas tendrá -10 puntos y la mano termina en ese momento.
| Valor de las cartas  | 0  | >0 | >5 | >10 | >15 |
| -------------------- | -- | -- | -- | --- | --- |
| Puntos de la partida | -5 | 5  | 10 | 15  | 30  |

Si un jugador llega a obtener -50 (o -25 en una media partida), será el gran ganador.

### Cabo bruselense
En la variante del Cabo bruselense o también llamado Tamalou belga, los Reyes rojos poseen un valor de -2 puntos, por lo que es posible obtener un puntaje negativo al final de una mano, y en ese caso el puntaje es inmediatamente llevado a 0, pero la cantidad de puntos por debajo de 0 que el cantor a obtenido se adicionarán como penalidad a cada uno de sus adversarios. Por ejemplo, si quien ha cantado logró hacerse con un puntaje total de -4 puntos, su puntaje pasa a 0 y a cada uno de sus adversarios se les adicionan +4 puntos además de los que hayan acumulado.
Como en la variante Fontenaysienne, una última ronda completa se juega luego de anunciar Tamalou. Los jugadoras pueden decidir entre tomar una carta del mazo o de tomar la carta del montón si, y sólo si otro jugador no hubo hecho un descubrimiento rápido.
Si el anunciante no resulta ser quien tiene el menor puntaje, únicamente se lo penaliza con 10 puntos y se inicia una nueva mano.
No es obligatorio utilizar el poder de una carta.

#### Valores de las cartas
- Sotas: 11 puntos
- Reinas: 12 puntos
- Reyes negros: 13 puntos

Al final de una mano, si otro jugador tiene menos puntos que la persona que ha cantado, el anunciante adicionará una penalidad igual a la diferencia entre el valor de su juego y el valor del juego de menor valor. Por ejemplo, si el cantor tiene 4 puntos y otro adversario posee 2 (menor puntaje en la mesa), los puntos a sumar serán 4 + (4 - 2) = 6. En esta variante es necesario anunciar con muy pocos puntos